# USS Manila Bay (CVE-61)
USS Manila Bay (CVE-61) là một tàu sân bay hộ tống lớp Casablanca được Hải quân Hoa Kỳ chế tạo trong Chiến tranh Thế giới thứ hai; tên nó được đặt theo vịnh Manila, Philippines, nơi diễn ra Trận chiến vịnh Manila trong cuộc Chiến tranh Tây Ban Nha-Hoa Kỳ vào năm 1898. Manila Bay đã hoạt động cho đến hết Thế Chiến II, xuất biên chế năm 1946, rút đăng bạ năm 1958 và bị bán để tháo dỡ năm 1959. Nó được tặng thưởng tám Ngôi sao Chiến trận do thành tích phục vụ trong Thế Chiến II.

## Thiết kế và chế tạo
Con tàu được đặt lườn như là chiếc Bucareli Bay (ACV-61) tại Xưởng tàu Vancouver của hãng Kaiser Company, Inc. ở Vancouver, Washington vào ngày 15 tháng 1 năm 1943. Nó được đổi tên thành Manila Bay vào ngày 3 tháng 4 năm 1943 trước khi được hạ thủy vào ngày 10 tháng 7 năm 1943; được đỡ đầu bởi bà Robert W. Bockius. Manila Bay được xếp lại lớp thành CVE-61 vào ngày 15 tháng 7 năm 1943, trước khi được Hải quân sở hữu và nhập biên chế tại Astoria, Oregon vào ngày 5 tháng 10 năm 1943 dưới quyền chỉ huy của Hạm trưởng, Đại tá Hải quân Boynton L. Braun.

## Lịch sử hoạt động

### Nam Thái Bình Dương
Sau chuyến đi chạy thử máy dọc theo vùng bờ Tây, Manila Bay lên đường đi Trân Châu Cảng vào ngày 20 tháng 11 năm 1943, đem một lô máy bay hư hại quay trở về San Diego, California vào ngày 4 tháng 12. Sau một giai đoạn huấn luyện, cùng với Liên đội Hỗn hợp VC-7 trên tàu, nó khởi hành từ quần đảo Hawaii vào ngày 3 tháng 1 năm 1944, rồi đón lên tàu Chuẩn đô đốc Ralph Eugene Davidson một tuần sau đó, trở thành soái hạm của Đội tàu sân bay 24. Sau khi gia nhập Lực lượng Đặc nhiệm 52, nó lên đường vào ngày 22 tháng 1 cho chiến dịch tấn công quần đảo Marshall. Từ ngày 31 tháng 1 đến ngày 6 tháng 2, nó tung ra các chuyến tuần tra phòng không và chống tàu ngầm cùng hàng tá phi vụ chiến đấu. Máy bay của nó đã ném bom và bắn phá vị trí đối phương từ đảo Kwajalein phía Bắc cho đến đảo Bigej, phá hủy các kho đạn và công trình trên mặt đất. Nó tiếp tục ở lại khu vực quần đảo Marshall trong tháng sau, mở rộng phạm vi hoạt động vào cuối tháng 2 thoạt tiên sang Eniwetok rồi sau đó đến Majuro.
Khởi hành từ Majuro vào ngày 7 tháng 3, Manila Bay đi đến Espiritu Santo vào ngày 12 tháng 3, nơi nó gia nhập Lực lượng Đặc nhiệm 37 ba ngày sau đó cho cuộc không kích và bắn phá mặt biển xuống Kavieng, New Ireland vào các ngày 19 và 20 tháng 3. Trong tháng sau, nó đi lại giữa khu vực Solomon và quần đảo Bismarck hỗ trợ cho cuộc tấn công vô hiệu hóa quần đảo và pháo đài chủ lực của Nhật Bản tại Rabaul. Sau đó vào ngày 19 tháng 4, máy bay của nó đã không kích các vị trí đối phương tại New Guinea.

### New Guinea
Lực lượng lục quân và hải quân Hoa Kỳ tung ra ba mũi gọng kìm tấn công dọc theo bờ biển New Guinea tại Aitape, Hollandia (nay là Jayapura) và vịnh Tanahmerah vào ngày 22 tháng 4. Đang khi và sau cuộc đổ bộ, Manila Bay tung ra các phi vụ tuần tra bảo vệ, cũng như gửi các máy bay ném bom và chiến đấu tấn công phá hủy các căn cứ của quân Nhật tại khu vực Aitape. Vào ngày 4 tháng 5, nó quay trở về đảo Manus, nơi Chuẩn đô đốc Felix Stump thay phiên Chuẩn đô đốc Davidson làm Tư lệnh Đội tàu sân bay 24. Ông chuyển cờ hiệu của mình sang chiếc Corregidor vào ngày 6 tháng 5, và sang ngày hôm sau Manila Bay lên đường quay trở về Trân Châu Cảng để đại tu, đến nơi vào ngày 18 tháng 5.
Sau khi chất lên tàu 37 máy bay tiêm kích Republic P-47 Thunderbolt thuộc Phi đội Tiêm kích 73, Liên đội Tiêm kích 318 Không lực Lục quân Hoa Kỳ, Manila Bay lên đường vào ngày 5 tháng 6 để đi sang quần đảo Mariana ngang qua Eniwetok, và đi đến lối tiếp cận phía Đông đảo Saipan vào ngày 19 tháng 6. Trong bốn ngày tiếp theo, nó ở lại phía Đông hòn đảo đang bị tranh chấp trong khi tàu chiến và máy bay thuộc Lực lượng Đặc nhiệm 58 đánh trả Hạm đội Liên hợp Nhật Bản trong Trận chiến biển Philippine, gây thiệt hại nặng cho đối phương và hầu như vô hiệu hóa không lực tàu sân bay của Nhật Bản.
Vào ngày 23 tháng 6, Manila Bay chịu đựng những cuộc không kích của đối phương khi nó đang được tiếp nhiên liệu về phía Đông Saipan. Bốn máy bay ném bom bổ nhào Aichi D3A "Val" đã tấn công nó ngay phía trước, cảc quả bom nổ sát tàu bên mạn trái. Như một sáng kiến của riêng nó và để phòng ngừa, nó phóng lên không bốn máy bay tiêm kích P-47 Thunderbolt mà nó vận chuyển để hoạt động tuần tra chiến đấu trên không, cho đến khi màn hình radar sạch bóng máy bay đối phương; những chiếc P-47 sau đó bay đến Saipan, điểm đến của chúng. Những chiếcThunderbolt còn lại được cho cất cánh sáng hôm sau để bay đến Saipan, trước khi chiếc tàu sân bay rút lui về Eniwetok, đến nơi vào ngày 27 tháng 6. Sau khi đón lên tàu 207 thương binh, con tàu khởi hành vào ngày 1 tháng 7, ghé qua Trân Châu Cảng vào ngày 8 tháng 7, và về đến San Diego vào ngày 16 tháng 7.
Manila Bay quay trở lại Trân Châu Cảng vào ngày 31 tháng 8. Hai ngày sau, Đại tá Hải quân Fitzhugh Lee nhận quyền chỉ huy con tàu, và sau khi đón lên tàu Liên đội Hỗn hợp VC-80, nó khởi hành vào ngày 15 tháng 9 trong thành phần Đội tàu sân bay 24. Đi ngang qua Eniwetok, nó đi đến Manus vào ngày 3 tháng 10, bắt đầu những chuẩn bị sau cùng cho cuộc đổ bộ lên vịnh Leyte, Philippines.

### Vịnh Leyte
Được phân về Đội đặc nhiệm 77.4, Manila Bay khởi hành vào ngày 12 tháng 10, để đi đến vùng biển phía Đông Philippines. Trước cuộc tấn công, máy bay của nó đã đánh phá các vị trí đối phương trên bờ tại các đảo Leyte, Samar và Cebu. Chiếc tàu sân bay tung ra máy bay ném bom và máy bay chiến đấu thực hiện các phi vụ hỗ trợ, trinh sát và tấn công trong lúc đổ bộ vào ngày 20 tháng 10, và tiếp tục hỗ trợ lực lượng trên bờ trong những ngày đầu căng thẳng tại Leyte.
Khi Manila Bay di chuyển về phía Đông vịnh Leyte cùng các tàu sân bay hộ tống khác thuộc Đơn vị Đặc nhiệm 77.4.2 ("Taffy 2") dưới quyền Chuẩn đô đốc Stump, toàn bộ tàu chiến còn lại của Hạm đội Liên hợp Nhật Bản đang hội tụ về Philippines với ba gọng kìm tấn công nhằm tìm cách đẩy lui lực lượng Hoa Kỳ khỏi Leyte. Trong số các mũi tấn công này, Lực lượng phía Nam Nhật Bản dưới quyền Phó đô đốc Shōji Nishimura nhanh chóng bị đánh bại bởi các thiết giáp hạm, tàu tuần dương và tàu khu trục thuộc Đội đặc nhiệm 77.2 dưới quyền Chuẩn đô đốc Jesse B. Oldendorf trong Trận chiến eo biển Surigao vào những giờ đầu tiên của ngày 25 tháng 10. Những tàu Nhật Bản sống sót rút lui qua biển Mindanao bị các tàu khu trục và xuồng phóng lôi PT-boat truy đuổi, và sang buổi sáng bởi các máy bay ném bay bom và máy bay tiêm kích từ tàu sân bay.
Manila Bay tung ra một đợt không kích tám máy bay xuống các mục tiêu trên mặt đất tại Leyte trước bình mình; sau đó chúng ném bom và bắn phá các tàu đối phương đang rút lui về phía Tây Nam đảo Panaon. Một đợt không kích thứ hai lại được tung ra vào giữa buổi sáng nhắm vào tàu tuần dương Nhật Mogami; tuy nhiên, nó nhanh chóng chuyển hướng các máy bay của nó vào một mối đe dọa nguy hiểm thật sự: Lực lượng Trung tâm Nhật Bản đang tấn công "Taffy 3".

### Trận chiến ngoài khơi Samar
Một trận chiến rượt đuổi đang diễn ra giữa các tàu sân bay hộ tống thuộc Đơn vị Đặc nhiệm 77.4.3 ("Taffy 3") dưới quyền Chuẩn đô đốc Clifton Sprague, và một lực lượng đối phương có ưu thế áp đảo do Phó đô đốc Takeo Kurita chỉ huy. Tình thế hầu như tuyệt vọng cho phía Hoa Kỳ; và chỉ nhờ sự tấn công quên mình của một nhóm nhỏ các tàu khu trục và tàu khu trục hộ tống bảo vệ, cùng sự tấn công bắn phá và ném bom, ngư lôi từ máy bay cất cánh từ "Taffy 2" và "Taffy 3", họ mới đẩy lui được lực lượng hùng mạnh của đối phương trong Trận chiến ngoài khơi Samar.
Manila Bay đã tung ra hai đợt không kích khi đối phương truy đuổi "Taffy 3", và hai đợt khác khi lực lượng Nhật Bản bắt đầu rút lui. Lúc 08 giờ 30 phút, nó phóng lên bốn máy bay Grumman TBF Avenger trang bị ngư lôi và bảy máy bay tiêm kích hộ tống để tham gia cuộc tấn công vô vọng. Ba chiếc đã phóng ngư lôi vào một thiết giáp hạm đối phương, có thể là chiếc Yamato, nhưng đều bị trượt; chiếc thứ tư phóng ngư lôi vào một tàu tuần dương hạng nặng, nhiều khả năng là chiếc Chikuma. Quả ngư lôi trúng vào mạn phải gần phía đuôi tàu, khiến con tàu đối phương mất kiểm soát bánh lái. Đợt tấn công thứ hai diễn ra một giờ sau đó bởi hai chiếc Avenger đã ghi một quả ngư lôi đánh trúng vào mạn trái một thiết giáp hạm không rõ nhận dạng.
Khi các tàu chiến Nhật Bản rút lui khỏi trận đánh và vòng lại ngoài khơi Samar, các cuộc không kích được tiếp nối. Lúc 11 giờ 20 phút, Manila Bay tung ra bốn chiếc Avenger mang bom 500-pound của chính nó cùng bốn máy bay ném bom của các tàu sân bay khác; chúng được những máy bay tiêm kích Grumman F4F Wildcat hộ tống và dưới quyền chỉ huy chung của Trung tá Hải quân R. L. Fowler, tham gia cùng máy bay từ các tàu sân bay khác. Lúc 12 giờ 30 phút, khoảng 70 máy bay đã bất ngờ tấn công vào Lực lượng Trung tâm Nhật Bản đang rút lui, ném bom và bắn phá xuyên qua màn hỏa lực phòng không dày đặc. Máy bay ném bom của Manila Bay đã ghi được một quả bom trúng đích và hai quả suýt trúng vào chiếc thiết giáp hạm dẫn đầu, có thể là Kongō hoặc Haruna. Manila Bay tung ra đợt không kích cuối cùng lúc 12 giờ 45 phút, bắn phá các tàu khu trục đối phương và ghi hai phát trúng đích một tàu tuần dương.
Xế trưa hôm đó, máy bay tuần tra chiến đấu trên không của Manila Bay đã ngăn chặn một đợt tấn công của máy bay tiêm kích-ném bom Nhật Bản ở khoảng 50 mi (80 km) về phía Bắc "Taffy 2". Bốn chiếc máy bay tiêm kích của nó đã phá vỡ đội hình đối phương, và với sự trợ giúp tăng cường đã đánh đuổi các kẻ tấn công trước khi chúng đến được các tàu sân bay. Máy bay của nó tiếp tục tấn công tàu bè đối phương trong ngày hôm sau; ghi được hai cú đánh trúng đích bằng rocket và bom xuống tàu tuần dương Kinu và bắn trúng nhiều rocket xuống tàu khu trục Uranami. Cả hai chiếc này đều bị đánh chìm vào khoảng trưa trong biển Visayan sau nhiều đợt không kích.
Manila Bay tiếp nối các phi vụ hỗ trợ lực lượng trên bộ tại Leyte vào ngày 27 tháng 10. Đang khi hỗ trợ gần mặt đất và tuần tra trên không, máy bay của nó đã bắn rơi một chiếc Aichi D3A "Val" đối phương vào ngày 27 tháng 10, và tiêu diệt thêm hai chiếc Nakajima Ki-43 "Oscar" vào ngày 29 tháng 10. Nó khởi hành đi quần đảo Admiralty vào ngày 30 tháng 10, và đi đến Manus vào ngày 4 tháng 11.

### Mindoro
Đi đến Kossol Passage vào cuối tháng 11, Manila Bay khởi hành vào ngày 10 tháng 12 để hỗ trợ trên không cho các đoàn tàu tấn công lên Mindoro. Lực lượng tiến vào biển Mindanao vào sáng sớm ngày 13 tháng 12, và đến xế trưa trong biển Sulu về phía Nam Negros, họ bắt đầu chịu đựng các cuộc không kích của đối phương. Các máy bay tiêm kích tuần tra chiến đấu trên không đã bắn rơi hay đẩy lui hầu hết các kẻ tấn công; và hỏa lực phòng không chính xác của Manila Bay đã bắn rơi một máy bay tấn công cảm tử Kamikaze. Tuy nhiên, một chiếc Kamikaze thứ hai vẫn đâm trúng tàu khu trục Haraden (DD-585).
Trong cuộc đổ bộ lên Mindoro vào ngày 15 tháng 12 và sau đó, Manila Bay tung máy bay của nó ra trong các phi vụ hỗ trợ mặt đất và bảo vệ trên không. Khi binh lính đổ bộ lên bờ, thêm nhiều máy bay Kamizake tìm cách xâm nhập tấn công các con tàu thuộc lực lượng đổ bộ và hộ tống. Số ít những chiếc lọt qua được hàng rào tuần tra chiến đấu trên không đều bị hỏa lực phòng không bắn rơi hay đánh đuổi. Manila Bay đã giúp bắn rơi ba máy bay đối phương, và máy bay của nó bắn rơi hai chiếc. Sau khi thu hồi máy bay vào ngày 16 tháng 12, con tàu lên đường hộ tống một đoàn tàu băng qua eo biển Surigao và đi đến Kossol vào ngày 19 tháng 12.
Sau một chuyến đi đến Manus, Manila Bay khởi hành vào ngày 1 tháng 1 năm 1945 cùng các tàu chiến thuộc Lực lượng Tấn công Luzon, và đã cùng năm tàu sân bay hộ tống khác hỗ trợ cho Đội Bắn phá và Hỗ trợ hỏa lực dưới quyền Phó đô đốc Jesse B. Oldendorf, trực tiếp hỗ trợ trên không cho Lực lượng Tấn công San Fabian dưới quyền Phó đô đốc Daniel E. Barbey. Đội đặc nhiệm băng qua eo biển Surigao và biển Mindanao để tiến vào biển Sulu, nơi họ chuyển hướng lên phía Bắc để đi eo biển Mindoro. Các cuộc không kích tự sát của đối phương bắt đầu xuất hiện từ ngày 4 tháng 1, và bất chấp hàng rào phòng thủ của những máy bay tiêm kích tuần tra chiến đấu trên không từ các tàu sân bay hộ tống, một chiếc Kamikaze đã đâm trúng sàn đáp Ommaney Bay (CVE-79) khiến chiếc tàu sân bay hộ tống bị đắm sau đó.
Cường độ các các cuộc không kích đối phương càng ác liệt hơn trong ngày 5 tháng 1; máy bay tuần tra đã đẩy lui những đợt tấn công vào buổi sáng và sau giữa trưa, bắn rơi nhiều máy bay tấn công. Báo động trực chiến lại đưa ra lúc 16 giờ 50 phút, khi có đợt tấn công thứ ba; và bất chấp máy bay tuần tra và hỏa lực phòng không đã bắn rơi nhiều chiếc, ba máy bay đối phương đã tấn công tàu tuần dương Louisville (CA-28), tàu khu trục hộ tống Stafford (DE-411), và tàu tuần dương Australia HMAS Australia (D84). Lúc 17 giờ 50 phút, hai chiếc Kamikaze đã nhắm vào Manila Bay từ phía mạn trái; chiếc thứ nhất đã đâm trúng sàn đáp bên mạn phải ngay sau cầu tàu, gây ra các đám cháy trên sàn đáp và hầm chứa máy bay, làm mất liên lạc toàn bộ con tàu, và làm hỏng thiết bị radar. Chiếc thứ hai nhắm vào cầu tàu nhưng bị trượt sang mạn phải và đâm xuống biển phía đuôi tàu.
Việc kiểm soát hư hỏng có hiệu quả đã dập tắt được các đám cháy, bao gồm hai máy bay ném ngư lôi đã nạp nhiên liệu trong hầm chứa máy bay. Manila Bay chịu đựng 14 người thiệt mạng và 52 người khác bị thương, nhưng chỉ trong vòng 24 giờ, con tàu tiếp nối các hoạt động không lực giới hạn. Hầu hết những hư hỏng mạch điện và thiết bị liên lạc được sửa xong vào ngày 9 tháng 1, khi cuộc tấn công đổ bộ lên vịnh Lingayen diễn ra đúng theo kế hoạch.

### Vịnh Lingayen
Vào ngày 10 tháng 1, Manila Bay khôi phục các hoạt động không lực toàn diện để hỗ trợ cho Trận Luzon. Ngoài nhiệm vụ bảo vệ trên không cho lực lượng đặc nhiệm, con tàu còn tung ra 104 phi vụ nhắm vào các mục tiêu về phía Tây Luzon, hỗ trợ gần mắt đất cho binh lính trên bộ tại Lingayen and San Fabian, cũng như ném bom, bắn rocket và càn quét bằng súng máy các vị trí pháo binh, xe cộ và điểm tập trung quân đối phương suốt từ Lingayen đến Baguio.
Manila Bay khởi hành cùng một đoàn tàu vận tải vào ngày 17 tháng 1, đi ngang qua Leyte, Ulithi và Trân Châu Cảng, và về đến San Diego vào ngày 15 tháng 2. Con tàu hoàn tất sửa chữa những hư hại trong chiến đấu vào cuối tháng 4, đón Liên đội Hỗn hợp VC-72 lên tàu, và tiến hành huấn luyện tại vùng biển Hawaii, cho đến khi lên đường đi sang khu vực Tây Thái Bình Dương vào ngày 24 tháng 5. Nó tiếp cận bờ biển Okinawa vào ngày 13 tháng 6, và trong một tuần tiếp theo đã bắn phá và bắn rocket xuống đối phương tại quần đảo Ryūkyū. Nó lên đường đi quần đảo Mariana vào ngày 20 tháng 6, và hoạt động ngoài khơi Guam và Eniwetok trong những tuần lễ cuối cùng của chiến tranh.
Manila Bay đi đến quần đảo Aleut vào giữa tháng 8, rồi trong thành phần Lực lượng Đặc nhiệm 44, nó rời đảo Adak vào ngày 31 tháng 8 để hỗ trợ cho hoạt động chiếm đóng ở phía Bắc Nhật Bản. Từ ngày 7 đến ngày 12 tháng 9, máy bay của nó đã thực hiện các phi vụ trinh sát hình ảnh tại khu vực phía Bắc đảo Honshū và phía Nam đảo Hokkaidō, thả hàng tiếp liệu khẩn cấp xuống các trại tù binh chiến tranh Đồng Minh. Nó quay trở về Trân Châu Cảng vào ngày 24 tháng 9, chất dỡ máy bay khỏi tàu, rồi chuyên chở binh lính thay phiên đến quần đảo Marshall.

### Sau chiến tranh
Được phân công tham gia Chiến dịch Magic Carpet, Manila Bay đã đón lên tàu 1.031 cựu chiến binh tại Eniwetok cho hành trình hồi hương về San Francisco từ ngày 6 đến ngày 18 tháng 10. Trong tháng 11, nó trợ giúp cho chiếc thủy phi cơ Boeing 314 Honolulu Clipper bị hỏng động cơ phải hạ cánh xuống biển cách 650 mi (1.050 km) về phía Đông Oahu; chiếc máy bay không thể trục vớt và bị hư hại, nên đã bị đánh đắm sau đó. Sau khi hoàn tất thêm hai chuyến Magic Carpet khác, nó rời Trân Châu Cảng vào ngày 27 tháng 1 năm 1946, và về đến Norfolk, Virginia vào ngày 18 tháng 2.
Manila Bay được chuyển đến Boston, Massachusetts vào ngày 15 tháng 4, nơi nó được cho xuất biên chế vào ngày 31 tháng 7 năm 1946, được đưa về Hạm đội Dự bị Đại Tây Dương. Đang khi trong thành phần dự bị, nó được xếp lại lớp như một tàu sân bay đa dụng với ký hiệu lườn CVU-61 vào ngày 12 tháng 6 năm 1955. Tên nó được cho rút khỏi danh sách Đăng bạ Hải quân vào ngày 27 tháng 5 năm 1958, và con tàu được bán cho hãng Hugo New Corp. để tháo dỡ vào ngày 2 tháng 9 năm 1959.

## Phần thưởng
Manila Bay được tặng thưởng tám Ngôi sao Chiến trận do thành tích phục vụ trong Thế Chiến II.